# Crytek
Crytek GmbH (wcześniej Crytek Studios GmbH & Co KG) – niemiecki producent gier komputerowych (spółka z ograniczoną odpowiedzialnością, prywatna), twórca serii Far Cry i Crysis oraz silnika gry CryEngine 

## Historia
Firma powstała w 1999 roku przez braci Avni, Cevat i Faruk Yerli (obywateli Niemiec tureckiego pochodzenia) w Coburg (Niemcy). 
Crytek posiadało, w szczycie swojego istnienia, 9 studiów deweloperskich: główne studio we Frankfurcie (Niemcy) oraz oddziały w Kijowie (Ukraina), Budapeszcie (Węgry), Sofii (Bułgaria), Seulu (Korea Południowa), Nottingham (Wielka Brytania), Szanghaju (Chiny), Stambule (Turcja) i Austin (USA).
Wskutek skoncentrowania swej działalności free-to-play w 2014 roku studio przechodziło kryzys. Musiało odsprzedać prawa do marki Homefront, razem ze studiem Crytek UK i zredukować zatrudnienie z ponad 900 do 700 pracowników.
Obecnie główna siedziba Crytek znajduje się w Niemczech we Frankfurcie nad Menem.

## Spółki
| Nazwa                         | Lata istnienia | Funkcja        | Miasto                              | Kraj              |
| ----------------------------- | -------------- | -------------- | ----------------------------------- | ----------------- |
| Crytek GmbH                   | od 1999        | centrala       | Coburg (1999–2006) Frankfurt (2006) | Niemcy            |
| Crytek Ukraine                | od 2006        | oddział        | Kijów                               | Ukraina           |
| Crytek Budapest Kft.          | 2007–2016      | oddział        | Budapeszt                           | Węgry             |
| Crytek Black Sea              | 2008–2017      | oddział        | Sofia                               | Bułgaria          |
| Crytek Seoul Ltd.             | 2008–2016      | oddział        | Seul                                | Korea Południowa  |
| Gface GmbH                    | od 2008        | oddział        | Frankfurt                           | Niemcy            |
| Crytek UK Limited             | 2009–2014      | oddział        | Nottingham                          | Wielka Brytania   |
| RealTime Immersive, Inc.      | od 2009        | spółka zależna | Orlando                             | Stany Zjednoczone |
| Crytek Shanghai Software Ltd. | 2012–2016      | oddział        | Szanghaj                            | Chiny             |
| Crytek Istanbul               | 2013–2016      | oddział        | Stambuł                             | Turcja            |
| Crytek USA Corp.              | 2013–2014      | oddział        | Austin                              | Stany Zjednoczone |

## Produkcja gier
| Rok  | Tytuł                        | Studio           | Wydawca                                        | Platforma                                                |
| ---- | ---------------------------- | ---------------- | ---------------------------------------------- | -------------------------------------------------------- |
| 2004 | Far Cry                      | Crytek           | Ubisoft                                        | Microsoft Windows                                        |
| 2005 | Far Cry Instincts            | Crytek           | Ubisoft                                        | Xbox                                                     |
| 2006 | Far Cry Instincts: Evolution | Crytek           | Ubisoft                                        | Xbox                                                     |
| 2007 | Crysis                       | Crytek           | Electronic Arts                                | Microsoft Windows, PlayStation Network, Xbox Live Arcade |
| 2008 | Crysis Warhead               | Crytek Budapest  | Electronic Arts                                | Microsoft Windows                                        |
| 2011 | Crysis 2                     | Crytek/Crytek UK | Electronic Arts                                | Microsoft Windows, PlayStation 3, Xbox 360               |
| 2012 | Fibble – Flick 'n' Roll      | Crytek Budapest  | Crytek                                         | iOS, Android                                             |
| 2013 | Crysis 3                     | Crytek/Crytek UK | Electronic Arts                                | Microsoft Windows, PlayStation 3, Xbox 360               |
| 2013 | Warface                      | Crytek Ukraine   | Tencent Holdings, Nexon, Mail.Ru, Trion Worlds | Microsoft Windows, Xbox 360                              |
| 2013 | Ryse: Son of Rome            | Crytek           | Microsoft Game Studios                         | Xbox One, Microsoft Windows                              |
| 2014 | The Collectables             | Crytek Budapest  | Mobage                                         | Android, iOS                                             |
| 2015 | Homefront: The Revolution    | Crytek UK        | Crytek                                         | PC, PlayStation 4, Xbox One                              |
| 2019 | Hunt: Showdown               | Crytek           | Crytek                                         | PC, PlayStation 4, Xbox One                              |